# Même pas en rêve
 (octobre 2017).
Si vous disposez d'ouvrages ou d'articles de référence ou si vous connaissez des sites web de qualité traitant du thème abordé ici, merci de compléter l'article en donnant les références utiles à sa vérifiabilité et en les liant à la section « Notes et références ».
Pour plus de détails, voir Fiche technique et Distribution.
Même pas en rêve est un court métrage français réalisé par Louis-Do de Lencquesaing en 2008 et sorti en 2010.

## Synopsis
Une lycéenne parisienne rentre chez elle accompagnée de Louis, son petit ami. Sachant son père absent, elle l'invite pour la première fois à monter à l'appartement. Des jeux amoureux s'ensuivent, trop vite interrompus à leur goût par l'arrivée du père de la jeune fille, de retour à son domicile plus tôt que prévu. Lui-même se croyant seul, imprime un document qui sort dans la chambre de sa fille. Louis, trop curieux, se met à le lire à voix haute. Elle, réticente le fait aussi. Il s'avère que le texte écrit par son père est un récit où il fait part de sa nostalgie du temps où sa grande fille était encore toute petite, où ils vivaient alors dans un état de fusion, tendre et magique, qui n'est bien entendu maintenant plus de mise...

## Fiche technique
- Titre : Même pas en rêve
- Réalisation : Louis-Do de Lencquesaing
- Assistants-réalisateurs : Julien Touret et Olivier Py
- Scénario et dialogue : Louis-Do de Lencquesaing
- Producteurs : Louis-Do de Lencquesaing (Zoé & Cie)), Dominique Bartoli et Richard Bean (HKS Productions)
- Photographie : Jean-René Duveau
- Cadreur : Marc Anfossi
- Montage : Marion Monnier
- Montage son et mixage : Daniel Sobrino
- Pays d'origine :  France
- Format : couleur - 35 mm (positif & négatif)
- Genre : court métrage
- Durée : 14 minutes
- Date de sortie : 2010

## Distribution
- Alice de Lencquesaing : la lycéenne
- Lorenzo Chammah : Louis, un lycéen, son petit ami
- Louis-Do de Lencquesaing : le père de la lycéenne
- Jeanne Brassel : la première copine de lycée
- Sarah Hocks la seconde copine de lycée
- Richard Bean : le tenancier, voisin du père
- Billie Blain : la lycéenne - quand elle avait trois ans